# 岩手医学会
岩手医学会（いわていがっかい、英語: Iwate Medical Association (IMA)）は、日本の学術研究団体の一つ。

## 概要
1950年6月25日設立。学術研究団体としての種別は単独学会。
基礎医学を学術研究領域とし、医学に関する科学及び技術の研究並びにこれに関する事業を行うことを目的としている。岩手醫学專門學校集談會が前身である。

## 沿革
- 1936年 - 岩手醫学專門學校集談會から岩手醫学專門學校医學會に改称。
- 1950年 - 岩手医学会設立。

## 刊行物

### 岩手医学雑誌
- 誌名（和文）：岩手医学雑誌
- 誌名（欧文）：JIMA
- 創刊年：1947
- 資料種別：ジャーナル（査読付き論文を含む）
- 使用言語：日英混在
- 発行形態：印刷体
- 著作権帰属先：学会
- クリエイティブコモンズ：-
- 購読：有料